# Ruslan Kurbanov (athlétisme)
Ne doit pas être confondu avec Ruslan Kurbanov (escrime).
Ruslan Kurbanov (né le 10 février 1993 à Samarcande) est un athlète ouzbek, spécialiste du triple saut.

## Carrière
Il commence le sport à Samarcande alors qu'il a 13 ans. En 2009, il est sélectionné pour la première fois en équipe nationale, à Hanoï.
Il remporte la médaille de bronze lors des Championnats d'Asie en salle 2014 à Hangzhou. La même année, il termine 7e des Jeux asiatiques à Incheon en 16,25 m.
Le 29 août 2018, lors des Jeux asiatiques de Jakarta, il remporte la médaille d'argent avec un saut à 16,62 m, derrière l'Indien Arpinder Singh (16,77 m).

## Palmarès
| Date | Compétition                  | Lieu      | Résultat | Marque  |
| ---- | ---------------------------- | --------- | -------- | ------- |
| 2009 | Championnats d'Asie          | Guangzhou | 9e       | 15,49 m |
| 2011 | Championnats d'Asie          | Kobe      | 10e      | 15,51 m |
| 2014 | Championnats d'Asie en salle | Hangzhou  | 3e       | 16,00 m |
| 2014 | Jeux asiatiques              | Incheon   | 7e       | 16,25 m |
| 2015 | Championnats d'Asie          | Wuhan     | 11e      | 15,70 m |
| 2018 | Jeux asiatiques              | Jakarta   | 2e       | 16,62 m |
| 2018 | Coupe continentale           | Ostrava   | 6e       | 16,34 m |
| 2019 | Championnats d'Asie          | Doha      | 1er      | 16,93 m |

## Records
| Épreuve     | Épreuve   | Marque              | Lieu     | Date            |
| ----------- | --------- | ------------------- | -------- | --------------- |
| Triple saut | Plein air | 17,03 m (- 0,1 m/s) | Tachkent | 29 juin 2021    |
| Triple saut | En salle  | 16,00 m             | Hangzhou | 16 février 2014 |